# Нићифор Хумна
Нићифор Хумна (грчки: Νικηφόρος Χοῦμνος; 1250/55 - 16. јануар 1327) је био византијски филозоф и државник из времена Палеолога. Једна је од кључних фигура византијске политике и уметности крајем 13. и почетком 14. века, односно периода познатог као "Ренесанса Палеолога".

## Биографија
Хумна је рођен између 1250. и 1255. године. Потиче из угледне породице која је заузимала високе положаје у Византији још у 11. веку. Нићифор је учио филозофију и реторику код будућег цариградског патријарха Георгија Кипарског и преко њега је ушао у царску бирократију. У изворима се први пут јавља око 1275. године, са скромном функцијом квестора. Обављао је функцију амбасадора код монголског кана Абаке. Под Михаилом VIII Хумна није подржао унију цркава, те је запао у немилост. Међутим, под владавином Андроника II Палеолога, Михаиловог сина, Хумна је рехабилитован. Године 1285. написао је панагирик у славу цара Андроника. Хвалио је његов отпор унији. Након тога, његова каријера је у муњевитом успону. Почетком 1294. године, након смрти Теодора Музалона, Андроник га је поставио за мистика и мезасона, а 1295. године постаје "каниклеј" дошавши на чело царске канцеларије. Георгије Пахимер пише да је Андроник био превише заузет молитвама, те да је управу над земљом поверио управо Хумни. Јак утицај Хумне на цара огледа се и у његовом сукобу са цариградским патријархом Атанасијем I, у чијем свргавању 1293. године је Хумна вероватно имао удела. Када је 1303. године пропао Хумнин покушај да своју кћер Ирину уда за Алексија II Трапезунтског, услед отпора царице Ирине од Монферата, Хумна је обезбедио своје везе са царском династијом Палеолога браком између своје кћери и Андрониковог сина Јована (1286-1307). Ипак, две године касније смењен је са функције мезасона и замењен Метохитом.
Од 1309. до 1310. године Хумна је био намесник Солуна, другог по величини града у Византијском царству. Током 1320-тих година учествује у расправама са својим највећим политичким ривалом, Теодором Метохитом. Хумна се замонашио 1326. године под именом Натанијел, у манастиру Христа Филантропа у Цариграду. Манастир је основала његова ћерка Ирина. Умро је 16. јануара 1327. године. Хумна је био плодан писац. Похађао је школе још у раној младости. Нека од његових дела остала су необјављена, укључујући реторске списе и посмртно слово цару Андронику. Такође, преживело је 172 писама Нићифора Хумне. Својим филозофским делима бранио је идеје Аристотела. Аристотелове филозофске доктрине продиру у хришћанско учење у време утицаја Нићифора Хумне. Нападао је идеје Платона.

### Потомство
Из брака са женом непознатог имена, Хумна је имао барем троје деце:
- Јован Хумна, паракоимомен и војсковођа.
- Ђорђе Хумна, мегастратопедарх.
- Ирина Палеологина Хумнина, супруга Јована Палеолога.